# Okileucauge
Okileucauge is een geslacht van spinnen uit de  familie van de Tetragnathidae (Strekspinnen).

## Soorten
- Okileucauge hainan Zhu, Song & Zhang, 2003
- Okileucauge nigricauda Zhu, Song & Zhang, 2003
- Okileucauge sasakii Tanikawa, 2001
- Okileucauge tanikawai Zhu, Song & Zhang, 2003
- Okileucauge tibet Zhu, Song & Zhang, 2003
- Okileucauge yinae Zhu, Song & Zhang, 2003